# フョードル・ヒトルーク
フョードル・サヴェリエヴィチ・ヒトルーク（ロシア語: Фёдор Савельевич Хитрук, ラテン文字転写例: Fyodor Savelyevich Khitruk, 1917年4月18日（ユリウス暦 5月1日）- 2012年12月3日）は、ロシアの映画監督、アニメーション作家。

## フィルモグラフィ[1]
監督作品
- ある犯罪の話 История одного преступления (1962年)
- トプティーシカ Топтыжка (1964年)
- ボニファッシーの夏休み Каникулы Бонифация (1965年)
- フレームの中の男 Человек в рамке (1966年)
- オセロ67 Отелло-67 (1967年)　＊
- フィルム、フィルム、フィルム！ Фильм, фильм, фильм (1968年)
- ヴィンニ・プーフ Винни-Пух (1969年)　＊
- 青年フリードリヒ・エンゲルス  Юноша Фридрих Энгельс (1970年)　＊
- ヴィンニ・プーフ お客になる Винни-Пух идёт в гости (1971年)　＊
- ヴィンニ・プーフと忙しい日  Винни-Пух и день забот (1972年)　＊
- にぎやかな無人島 Остров (1973年)
- 君に星を贈る Дарю тебе звезду (1974年)　＊
- イカロスと賢人たち Икар и мудрецы (1976年)　＊
- オリンピック選手たち Олимпионики (1982年)　＊
- ライオンと雄牛 Лев и Бык (1983年)

＊印の付いた作品は日本未公開・DVD未発売。